# Lam Sơnstadion
Het Lam Sơnstadion (Vietnamees: Sân vận động Lam Sơn) is een multifunctioneel stadion in Vũng Tàu, de hoofdstad van de Vietnamese provincie Bà Rịa-Vũng Tàu. In het stadion passen zo'n 5000 toeschouwers 
Het stadion wordt gebruikt voor veel verschillende sporten, zoals voetbalwedstrijden, boogschieten en vooral hondenraces. De 450 meter lange hondenracebaan ligt rond het voetbalveld. Het Lam Sơnstadion was lange tijd de enige plek in Vietnam waar hondenraces georganiseerd werden. Het wedden op welke hond het snelste zou worden werd ook veel gedaan. Er ontstond echter steeds meer weerstand tegen deze wedstrijden, onder invloed van dierenwelzijnsorganisaties. En in maart 2023 werd de laatste race gehouden, nadat de provinciale autoriteiten besloten de exploitatievergunning van de Vietnam Racing Club niet te verlengen.